# Station Blois - Chambord
Station Blois - Chambord is een spoorwegstation in de Franse gemeente Blois.